# Coscineuscelus amplectens
Coscineuscelus amplectens es una especie de coleóptero de la familia Attelabidae.

## Distribución geográfica
Habita en Paraguay y Brasil.